# Голубово (Дновский район)
Голубово — деревня в Дновском районе Псковской области России. Входит в состав Искровской волости Дновского района.
Расположена на западе района, в 10 км к югу от районного центра, города Дно, на реке Белка.

## Население
| 2001 | 2002 | 2010 |
| ---- | ---- | ---- |
| 45   | →45  | ↘30  |

Численность населения деревни составляла на 2000 год — 45 жителей, на 2010 год — 38 человек.

## История
До 2005 года входила в состав ныне упразднённой Голубовской волости (с центром в д. Заклинье).